# 迎海路站
迎海路站是昆明地铁5号线的地铁车站，位于中华人民共和国云南省昆明市西山区滇池路与迎海路交叉口南侧，于2022年6月29日开通。

## 车站结构
迎海路站位于滇池路与迎海路交叉口南侧，沿滇池路设置，呈南北走向，为地下两层岛式站台车站，车站长470.906米，车站地下一层为站厅层，地下二层为站台层，站台设置全高站台门。车站南侧设有两条存车线。
| 地面              | 出入口 | A、B、C、D出入口                                                                                      |
| 地下一层          | 站厅   | 客服中心、自动售票机、验票机                                                                          |
| 地下二层          | 站台   | \| \| \| █ 5号线往世博园（大坝） \| \| 島式 · 開左邊车门 \| \| \| \| \| \| █ 5号线往宝丰（渔户村） \| |
|                   |        | █ 5号线往世博园（大坝）                                                                               |
| 島式 · 開左邊车门 |        | |
|                   |        | █ 5号线往宝丰（渔户村）                                                                               |

## 出入口
迎海路站共有4个出入口，各出口及周围设施如下所示：
| 编号                  | 地点           | 建议前往的目的地                                                                     | 照片 |
| --------------------- | -------------- | ------------------------------------------------------------------------------------ | ---- |
| 出口 · A · 升降机标志 | 迎海路、滇池路 | 怡景社区、中国建设银行、一心堂、昌远酒楼、梦景旺角酒店餐厅、伊品盛宴                 |      |
| 出口 · B              | 滇池路         | 挪威森林、衡正律师楼                                                                 |      |
| 出口 · C              | 滇池路         | 云南省人民检察院、滇池康城、云南省中医医院滇池度假区医院                             |      |
| 出口 · D              | 滇池路         | 滇池名古屋、云南省中医医院滇池度假区医院、云南省四川商会、双益汽车服务连锁、金科地产 |      |
| 註： 設有             |                |                                                                                      |      |

## 接驳交通

### 公交车
- 西贡码头(滇池路)：24路，44路，106路，A1路，K25路

## 车站历史
本站工程名与正式站名均为迎海路站，以车站北侧的迎海路命名。
- 2019年9月10日，车站主体结构封顶[2]。
- 2022年6月29日，车站随5号线通车开通[1]。